# Roberto Benzi
Roberto Benzi (n. 12 decembrie 1937, Marsilia, Franța) este un dirijor italian, naturalizat francez.

## Biografie
Copil minune, a condus primul său concert la vârsta de șase ani.
Din 1947 Benzi a studiat dirijatul cu André Cluytens și teoria muzicii cu Fernand Lamy. A debutat la Paris în 1948 și apoi a făcut apariții în multe țări europene. În 1959 a dirijat „Carmen” pentru prima dată la  Opéra din Paris. De atunci a fost dirijor invitat al unor importante orchestre, inclusiv dirijor invitat permanent al Orchestrei Radio Filarmonice Hilversum.
În anii 1950 și 1953 a jucat ca actor și muzician în filmele Preludiul gloriei și Chemarea destinului regizatede Georges Lacombe.
Prima sa misiune majoră a fost în 1959, când a dirijat Carmen la Opéra national de Paris. În timpul carierei sale, a condus marile orchestre din Paris și Londra, Belgia, Elveția, Italia și America. Din 1972 până în 1987 a fost dirijor al Orchestrei Naționale Bordeaux Aquitania.

## Filmografie ca actor
- 1950 Preludiul gloriei (Prélude à la gloire), regia Georges Lacombe
- 1953 Chemarea destinului (L'Appel du destin), regia Georges Lacombe